# Rising
Rising е албум на хардрок групата Rainbow, издаден през 1976 г. Въпреки че от оригиналния състав остават само Ричи Блекмор и Рони Джеймс Дио, Rising става един от най-известните албуми на групата. Албумът е забележителен заради тежките китарни рифове, невероятните способности на Тони Кери на клавишните и мощните барабани на Кози Пауъл.
Впечатление прави и песента Stargazer, не само заради способностите на музикантите, които са разгърнати в пълен размер, а и заради участието на Филхармонията на Мюнхен, които засилват и обогатяват китарните, басовите и клавишните рифове. Rising вдъхновява неокласическия хеви рок в лицето на Ингви Малмстийн.
Въпреки това обаче малко от песните от албума се изпълняват на живо. Само Stargazer и Do You Close Your Eyes се изпълняват по време на цялото турне, а Light in the Black изпада от плейлиста още в началото. Причината вероятно е в това, че дългите парчета уморяват поддържащите музиканти.
Rising достига 48-о място в класацията на Билборд, а във Великобритания – номер 6.

## Състав
- Рони Джеймс Дио – вокал
- Ричи Блекмор – китара
- Джими Бейн – бас
- Кози Пауъл – барабани
- Тони Карей – клавишни
- Филхармония на Мюнхен – струнни и валдхорна
- Райнер Пиетш – диригент